# Kaprijke
Kaprijke – miejscowość i gmina (gemeente) w Belgii, w Regionie Flamandzkim, w prowincji Flandria Wschodnia, w okręgu Eeklo.

## Podział administracyjny
W skład gminy wchodzi jedna dzielnica (deelgemeente):
- Lembeke

## Historia
Nazwa Kaprijke wywodzi się od galo-romańskiego Capricum, które oznacza "Ziemia Caprius". W miejscu tym stacjonował rzymski garnizon. W XIV i XV wieku rozwijał się tu przemysł włókienniczy; w okresie walk religijnych z miasta wyjechali kupcy i tkacze, co doprowadziło do jego upadku. W Kaprijke znajduje się XVI-wieczny zamek Hof ter Cruysse.

## Demografia
- Źródła: NIS, od 1806 do 1981= według spisu; od 1990 liczba ludności w dniu 1 stycznia

1 stycznia 2024 całkowita populacja Kaprijke liczyła 6600 osób. Łączna powierzchnia gminy wynosi 33,64 km², co daje gęstość zaludnienia 198 mieszkańców na km².